# Iseia luxurians
Iseia es un género monotípico de plantas con flores perteneciente a la familia de las convolvuláceas. Incluye una sola especie: Iseia luxurians (Moric.) O'Donell.

## Descripción
Son lianas perennes; con tallos volubles, muy ramificados, con raíces en las ramas, retrorso-pubescentes o tomentosos con tricomas rojizos, glabrescentes. Hojas elípticas, oblongas a lanceoladas, de 1.5–12 cm de largo y 0.5–4 cm de ancho, obtusas a agudas en el ápice mucronadas, cuneadas a redondeadas en la base, generalmente con indumento aplicado-seríceo al menos en las venas principales, glabrescentes. Inflorescencias cimosas con 1–10 flores; sépalos elípticos a obovados, de 7–12 mm de largo y 5–7 mm de ancho, obtusos a agudos, mucronados, generalmente pubescentes, ciliados; corola infundibuliforme, 3–4 cm de largo, densamente vellosa entre los pliegues, blanca; estilo y estambres incluidos, polen 3-colpado; estilo filiforme, estigma globoso, ovario 2-locular. Frutos indehiscentes, subglobosos, 9–14 mm de ancho, negros, glabros o pubescentes en su parte superior; semillas frecuentemente 4, 4–6 mm de largo, glabras o con tricomas marginales alados, obscuras.

## Distribución y hábitat
Es una especie rara que se encuentra en pluvioselvas, a una altitud de 0–100 metros; fl jul, dic; desde el sur de México hasta Sudamérica y también en Trinidad. 

## Taxonomía
Iseia luxurians fue descrita por (Moric.) O'Donell  y publicado en Boletín de la Sociedad Argentina de Botánica 5(1–2): 77. 1953.
Sinonimia
- Aniseia trichantha Pittier
- Ipomoea grisebachiana Meisn.
- Ipomoea jamesonii Choisy
- Ipomoea luxurians Moric.
- Ipomoea sericantha Miq.
- Ipomoea sericantha Griseb.
- Ipomoea sericea Spreng. ex Choisy
- Jacquemontia luxurians (Moric.) Hallier f.[4]